# Sterrhochaeta mera
Sterrhochaeta mera är en fjärilsart som beskrevs av Louis Beethoven Prout 1941. Sterrhochaeta mera ingår i släktet Sterrhochaeta och familjen mätare. Inga underarter finns listade i Catalogue of Life.